# エゾヒメクワガタ
エゾヒメクワガタ（蝦夷姫鍬形、学名：Veronica stelleri var. longistyla）はクワガタソウ属の多年草。高山植物である。

## 特徴
日本では北海道のみに分布し、亜高山帯から高山帯の砂礫地や草地に生える。高さは15cmほど。花期は7-8月。1cmほどで青紫色の花冠が深く4裂した花を咲かせる。雌しべを1本、雄しべを2本持ち、雌しべの花柱は花冠から突き出している。

## レッドリスト
- 絶滅危惧II類 (VU)（環境省レッドリスト）